# Resolució 1411 del Consell de Seguretat de les Nacions Unides
La Resolució 1411 del Consell de Seguretat de les Nacions Unides fou adoptada per unanimitat el 17 de maig de 2002. Després de recordar les resolucions 827 (1993), 955 (1994), 1165 (1998), 1166 (1998) i 1329 (2000), el Consell va modificar els estatuts del Tribunal Penal Internacional per a Ruanda i el Tribunal Penal Internacional per a l'antiga Iugoslàvia per tractar la qüestió dels jutges mantenint dobles nacionalitats.
El Consell de Seguretat va reconèixer que els jutges del TPIR i el TPIAI podrien suportar les nacionalitats de dos o més països i que aquella persona en aquesta posició havia estat elegida per servir en un dels tribunals. Va considerar que aquestes persones haurien de suportar la nacionalitat de l'estat en què normalment exerceixen drets civils i polítics. Actuant amb el Capítol VII de la Carta de les Nacions Unides, els estatuts dels dos tribunals es van modificar en conseqüència per incloure aquesta disposició.